# Bathinda
Bathinda est une ville située dans l’État du Pendjab en Inde. Elle est le chef-lieu du district de Bathinda.

## Patrimoine
La ville abrite le Qila Mubârak, un palais dont les briques remontent à l'Empire kouchan (Ier siècle av. J.-C. — IIIe siècle), le premier pays bouddhiste.
Le Takht Sri Damdama Sahib est un lieu sacré du sikhisme.
Le Maiser Khana (en) est un important temple hindouiste consacré au divinités Dourga et Jwala Ji, situé à 28 km du centre-ville.

## Démographie
En 2011, sa population était de 285 788 habitants.

## Transports
La ville comporte l'importante Gare de Bathinda (en), classé de catégorie A en Inde.
L'Aéroport de Bathinda est le principal aéroport du district, situé à 20 km au Nord-Ouest du centre-ville.

## Traduction
- (en) Cet article est partiellement ou en totalité issu de l’article de Wikipédia en anglais intitulé « Bathinda » (voir la liste des auteurs).